# Gilera RV
Con la sigla RV sono state commercializzate dalla Gilera una serie di motociclette stradali durante gli anni ottanta. Vennero rese disponibili versioni in diverse cilindrate, da 125, 200 e 250 cm³.
La Gilera RV 125 è stata presentata al Salone del Ciclo e Motociclo di Milano del 1983 e le vendite sono iniziate a maggio dell'anno successivo. Il suo prezzo era di 2.833.115 lire, più 177.000 lire per l’avviamento elettrico. Prodotta nello storico stabilimento di via Cesare Battisti ad Arcore (MB) è stata venduta anche con motore 200 ed è rimasta in vendita sino al 1987.

## Il contesto
All'inizio del 1983 la Gilera, forte degli investimenti fatti dal Gruppo Piaggio, si trovava nella necessità di svecchiare la propria gamma per evitare di perdere quote di mercato e, soprattutto, per recitare un ruolo da protagonista nel crescente filone delle 125 stradali. Le TG1 e TG2, figlie di progetti ormai obsoleti, non erano assolutamente in grado di tenere il passo con la concorrenza, pure questa abbastanza datata. Il best seller Laverda LZ, infatti, per quanto apprezzata dai giovani, era pur sempre una moto degli anni 70 che era stata rivitalizzata con un raffreddamento ad acqua (del tipo più semplice, senza pompa di circolazione) e le varie Benelli 2C e Malanca, entrambe bicilindriche, mancavano di affidabilità e carisma. L'altro modello che riscuoteva successo, la Cagiva SST, aveva ormai i giorni contati e la Honda CBX, monocilidrica a quattro tempi, veniva giudicata troppo tranquilla per gli spiriti bollenti dei sedicenni di inizio anni 80. C'erano in lizza anche le HRD e la Fantic Motor Strada, ma nessuna di queste possedeva davvero caratteristiche in grado di sbaragliare la concorrenza. La prima 125 di nuova progettazione si deve all'Aprilia, che con la ST del 1983 ha delineato sommariamente i canoni delle motoleggere moderne: motore grintoso raffreddato ad acqua, ciclistica affidabile, sospensione posteriore monoammortizzatore ed estetica accattivante. L'Aprilia ST, tuttavia, si rivela un'occasione mancata perché difetta di alcune caratteristiche che già il mercato richiedeva, come il miscelatore separato e la ruota anteriore da 16 pollici, inutile su una 125 sul piano dinamico, ma necessaria come stimolo all'acquisto.

## Il propulsore
Consci della necessità di dare una svolta significativa alla produzione, in Gilera decidono di fare le cose in grande. L'équipe di ingegneri capitanati da Lucio Masut si mette al lavoro e tira fuori dai tecnigrafi un modernissimo monocilindrico a due tempi di 124,3 cm³, frutto anche dell'esperienza acquisita nel motocross con questo tipo di motori. L'unità, accreditata di 21 cavalli (al pignone) viene condita, se così si può dire, con il meglio della tecnica due tempistica dell'epoca: raffreddamento ad acqua con termostato e pompa di circolazione forzata, ammissione lamellare, accensione elettronica, cambio a sei rapporti sempre in presa, miscelatore separato con pompa per l'olio, avviamento elettrico e, non da ultimo, il contralbero per smorzare le vibrazioni. Il motore viene pensato per essere poi maggiorato a 200 cm³ (in realtà 183 cm³).

## La ciclistica
Intorno al propulsore, la Gilera allestisce un telaio a doppia culla di tubi tondi di acciaio che vanno a chiudersi su un elemento portante scatolato con nervature di rinforzo, anche qui una novità. All'avantreno viene scelta una forcella Marzocchi con steli da 32 mm equipaggiata con un sistema primitivo di regolazione dell'idraulica che viene pubblicizzato come “antidive”, ma che in realtà influenza molto poco l'azione della sospensione. La forcella lavora su una ruota da 16 pollici con pneumatico Pirelli MT15 di generose dimensioni. Posteriormente compare un monoammortizzatore, sempre Marzocchi, azionato tramite un sistema di leve denominato Monodrive, derivato dalle Gilera da cross. L'articolazione scorre tutta su cuscinetti ad aghi e sfrutta due bielle esterne al telaio per compattare le dimensioni. La ruota è da 18 pollici.

## La linea
Per l'estetica viene scelto Paolo Martin; il designer, dopo una serie di schizzi ed evoluzioni, abbozza delle idee che vengono messe in pratica su un prototipo di legno. Come racconta lo stesso Martin, il modello aveva un lato diverso dall'altro in modo da offrire due possibilità di scelta ai vertici Gilera.

## Componentistica e finiture
La strumentazione ha gli indici arancio. L'impianto frenante ha un freno a disco anteriore di acciaio da 260 mm e un freno a tamburo posteriore da 160, entrambi della Grimeca. I cerchi sono esclusivi al momento del lancio (la Grimeca li venderà poi anche a case concorrenti della Gilera). Altra chicca della RV è l'illuminazione dei comandi al manubrio della CEV.

## RV 250
La RV NGR 250 (NGR=New Generation Rotary valve) era una motocicletta stradale che riprendeva alcune linee delle cilindrate minori e venne presentata nel 1985 e prodotta fino al 1989. Alla presentazione qualcuno storse il naso asserendo che la moto era palesemente ispirata alla Kawasaki KR 250 commercializzata in Giappone e dotata di un motore bicilindrico. Si trattava di una carenata equipaggiata con un motore monocilindrico 250 cm³ da 38 cv a 7 800 Giri/min, 5 rapporti e con alcune raffinatezze tecniche: pistone stampato della tedesca Mahle, spinotto di accoppiamento biella/pistone montato su rullini sciolti, cilindro prodotto dalla Gilardoni con riporto della canna "Nikasil" e otto travasi, luce di scarico ellittica con due "booster" laterali. Il carburatore era un Dell'Orto a valvola cilindrica da 32mm di diametro del diffusore, la miscelazione era separata. La caratteristica era la sua distribuzione che avveniva tramite disco rotante (soluzione poi utilizzata dalle Aprilia 125/250 nei GP fino ai giorni nostri), controalbero per smorzare le vibrazioni, valvola parzializzatrice allo scarico (collegata al cavo acceleratore mediante un cavetto sdoppiato) posta sul collettore della marmitta ad espansione con grosso silenziatore inox e frizione a comando idraulico. L'utilizzo del disco rotante in luogo delle lamelle consente di avere un diagramma di distribuzione asimmetrico e dunque personalizzabile, per contro la messa a punto della carburazione diventa più difficile e l'erogazione è più appuntita con un motore un po' più vuoto di coppia ai bassi regimi ma con un allungo decisamente superiore rispetto ai motori con lamelle. Il motore derivava dal monocilindrico utilizzato dalla Gilera nel motocross (modello HX 125/250 LC), il cui rimaneggiamento per stradalizzarlo costò lunghi periodi di sviluppo. L'accensione era una CEV a scarica capacitiva con modulo separato dallo statore in seguito fu utilizzata una Motoplat. Al motore da cross fu, tra l'altro, aggiunto l'avviamento elettrico, il contralbero antivibrazioni, il miscelatore, il comando idraulico frizione e sulla RV fu eliminata la pedivella dell'avviamento mentre, sul modello da Enduro di analoga motorizzazione (Arizona) la pedivella fu lasciata.
La strumentazione era molto completa di stampo automobilistico, retroilluminata verde con fondini bianchi, blocchetti su manubrio illuminati.
La ciclistica prevedeva ruota anteriore da 16" e posteriore da 18", telaio in acciaio a tubi quadri, forcella M1º Marzocchi (dotata di un semplice Anti-Dive) e monoammortizzatore posteriore, freni a disco anteriore doppio e posteriore da 240 mm in ghisa della Brembo.